# دونایک
دونایک (به لهستانی:  Dunajek) یک روستا در لهستان است که در گمینا گووداپ واقع شده‌است.